# Gysta
Gysta är en by och tidigare småort i Bälinge socken, Uppsala kommun.
Gysta omtalas 1344 ('in Gystum'), då Uppsala domkyrkas fabricia äger en gård i byn, samt det odaterade gåvobrevet av samma jord från Ingevald Filipsson, troligen från omkring 1338. Byn är dock äldre, och bland annat finns runstenen U 1083 i byn. 1447–57 ägde Vadstena kloster två landbogårdar i byn. Den omfattade 1540–1573 tre mantal skatte och ett mantal tillhörigt Vadstena kloster.
2010 avgränsade SCB en småort i området. Vid 2015 års småortsavgränsning visade sig att folkmängden i orten sjunkit till under 50 personer och småorten upplöstes.